# Автопортрет із відрізаним вухом і люлькою
«Автопортрет із відрізаним вухом та люлькою» — картина нідерландського художника Вінсента ван Гога, написана у 1889 році під час перебування в Арлі.

## Обставини створення
Загострене сприйняття дійсності і душевна неврівноваженість призвели Ван Гога до психічного захворювання. Поль Гоген приїжджає погостювати в Арль, але творчі розбіжності викликають сварку. Ван Гог кидає склянку в голову художника, потім, після заяви Гогена про намір виїхати, кидається на нього з бритвою. У припадку божевілля ввечері цього ж дня художник відрізав собі мочку вуха.

## Опис твору
Портрет Ван Гога займає більшу частину картини. Голова повернута на три чверті в праву сторону. Він одягнений в теплу куртку, поношену шапку. На голові пов'язка. Ван Гог курить люльку (дим промальований). Чорна люлька контрастує з білою пов'язкою. Картина створює враження смирення і заспокоєння. На картині у художника спотворені риси обличчя, погляд втрачений, спрямований в далечінь. Ван Гогу під час написання картини було тільки 35 років, але виглядає він на ній п'ятдесятилітнім. Фон картини — двоколірна стіна, в червоно-помаранчевих відтінках.

### Вибір кольору
Якщо уважно розглядати картину, можна помітити, що фон розділений на дві рівні зони: нижня частина — червона, верхня здебільшого помаранчева, з невеликими жовтими вкрапленнями. Шапка синя в передній (хутряній) частині, ззаду — фіолетового кольору. Куртка, в яку він одягнений, — зелена. Дим, його сорочка і пов'язка білі, в той час як люлька, очі і волосся дуже темні, майже чорні. Ван Гог розташував поруч близькі на хроматичному колі кольори (фіолетовий колір і синій колір, червоний колір і помаранчевий колір).